# Pilotos argentinos en Fórmula 1
La Fórmula 1 es una competición de automovilismo que inicia su andadura en el año 1950, remontándose las primeras participaciones argentinas en un Gran Premio puntuable al año de su creación, con Juan Manuel Fangio resultando subcampeón, José Froilán González y Alfredo Pián. En sus carreras varios pilotos participan en un Gran Premio y mediante los puntos que se otorgan intentan conseguir la victoria en el Campeonato Mundial de Fórmula 1, que se celebra todos los años. Veintiséis pilotos argentinos han competido en la Fórmula 1, entre ellos se destaca Juan Manuel Fangio, que ha ganado cinco títulos mundiales y dos subcampeonatos.

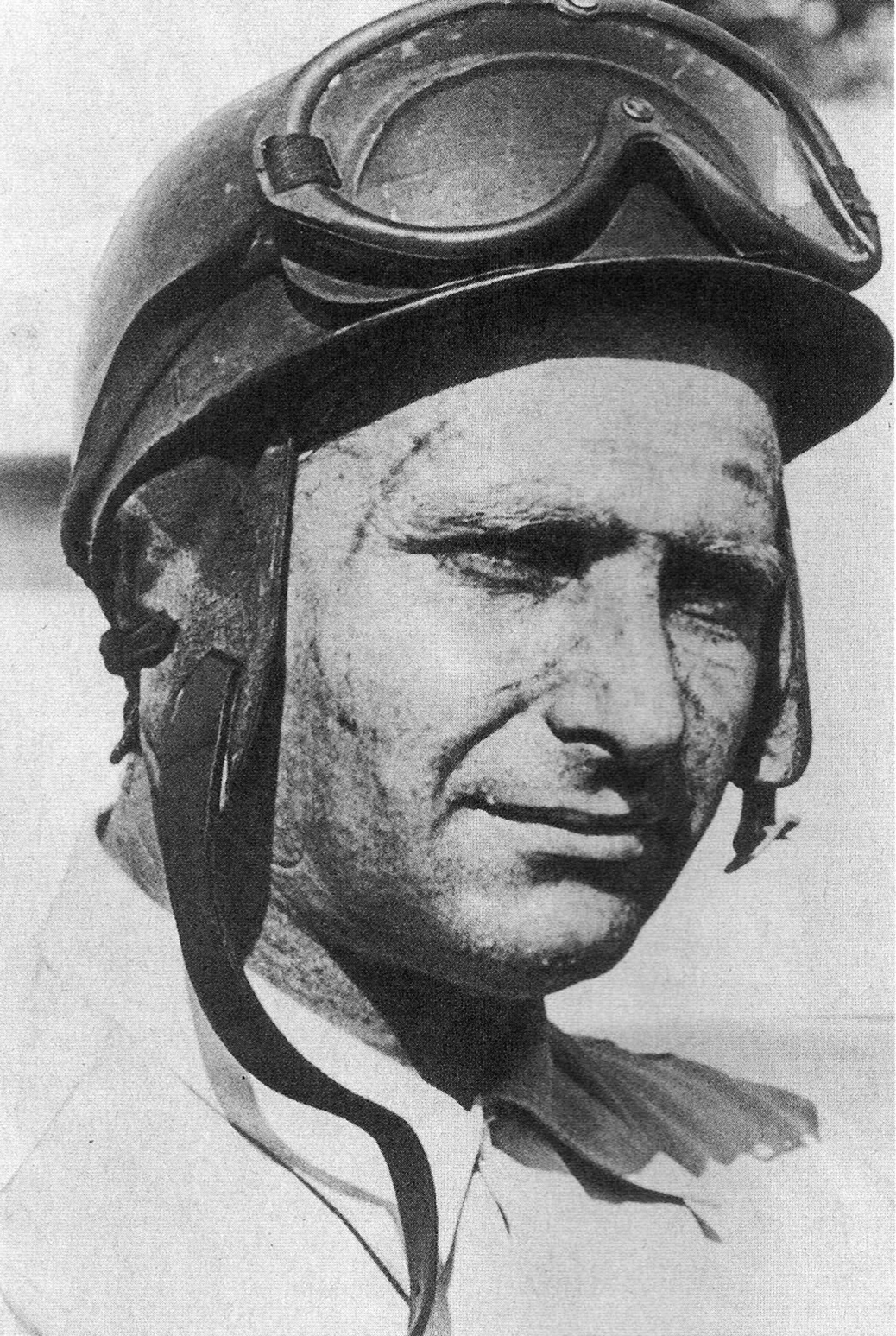
Juan Manuel Fangio ganó cinco títulos en la Fórmula 1, que lo convierten en el tercer piloto más laureado de la categoría.

## Pilotos destacados
Juan Manuel Fangio es el único argentino que fue campeón de la F1, con cinco títulos, todos ganados en la década de 1950. José Froilán González y Carlos Reutemann lograron ganar carreras pero no pudieron ser campeones, quedando segundos en el campeonato, Froilán González en 1954 y Reutemann en 1981.

## Historia
Fangio ganó casi la mitad de las carreras que inició. Su victoria en el Gran Premio de Alemania de 1957 en Nürburgring se cita como uno de los mejores impulsos en la historia de este deporte. En una encuesta de pilotos realizada por Autosport, Fangio fue votado como el tercer mejor piloto en la historia de la Fórmula 1, detrás de Michael Schumacher y Ayrton Senna. El récord de títulos de Fangio se mantuvo intacto durante 46 años, hasta que fue superado finalmente por Schumacher, y posee otros récords, incluido el mayor porcentaje de victorias en carreras (46% - 24 de 52). Sigue siendo el campeón más viejo de la historia, ganando su último título a la edad de 46 años. Fangio condujo para Alfa Romeo en la temporada inaugural de la «máxima categoría». Acabó subcampeón detrás de su compañero Giuseppe Farina, ganando tres de las seis carreras en las que compitió. Logró cinco podios de siete en su camino hacia su primer título en 1951, pero tuvo que quedarse fuera de la temporada 1952 tras lesionarse el cuello en Monza. Regresó a la competición en 1953 con Maserati y ganó solo uno de los ocho Grandes Premios, terminando nuevamente subcampeón en el Campeonato de Pilotos, esta vez detrás de Alberto Ascari. Las siguientes cuatro temporadas vieron a Fangio lograr un éxito que no se igualaría durante muchos años. Durante esas cuatro temporadas ganó 17 de las 28 carreras y cuatro títulos. Se retiró después de dos carreras en 1958. Si bien se han batido algunos de sus récords, Ayrton Senna opinó sobre Fangio: «Incluso si yo o alguien más podemos igualar o batir el récord de Fangio, todavía no se comparará con sus logros».
José Froilán González fue otro exitoso piloto argentino en la década de 1950. Conocido como «El Cabezón» y «El Toro de la Pampa», Froilán González fue construido más como un luchador que como un piloto de carreras moderno. Fue subcampeón detrás de su compatriota Fangio en 1954 y es celebrado por Ferrari como el primer ganador de una carrera de Fórmula 1 puntable en el GP inglés de 1951. Pudo haber logrado otros éxitos, pero nunca disputó una temporada completa en ninguno de los nueve años que compitió y su victoria para Ferrari en el GP de Inglaterra en 1954 fue su segunda y última. La votación de Autosport colocó a Froilán como el 27.º mejor piloto de todos los tiempos, afirmando que probablemente hubiera ganado más carreras si hubiera aceptado la oferta de un asiento en Vanwall.

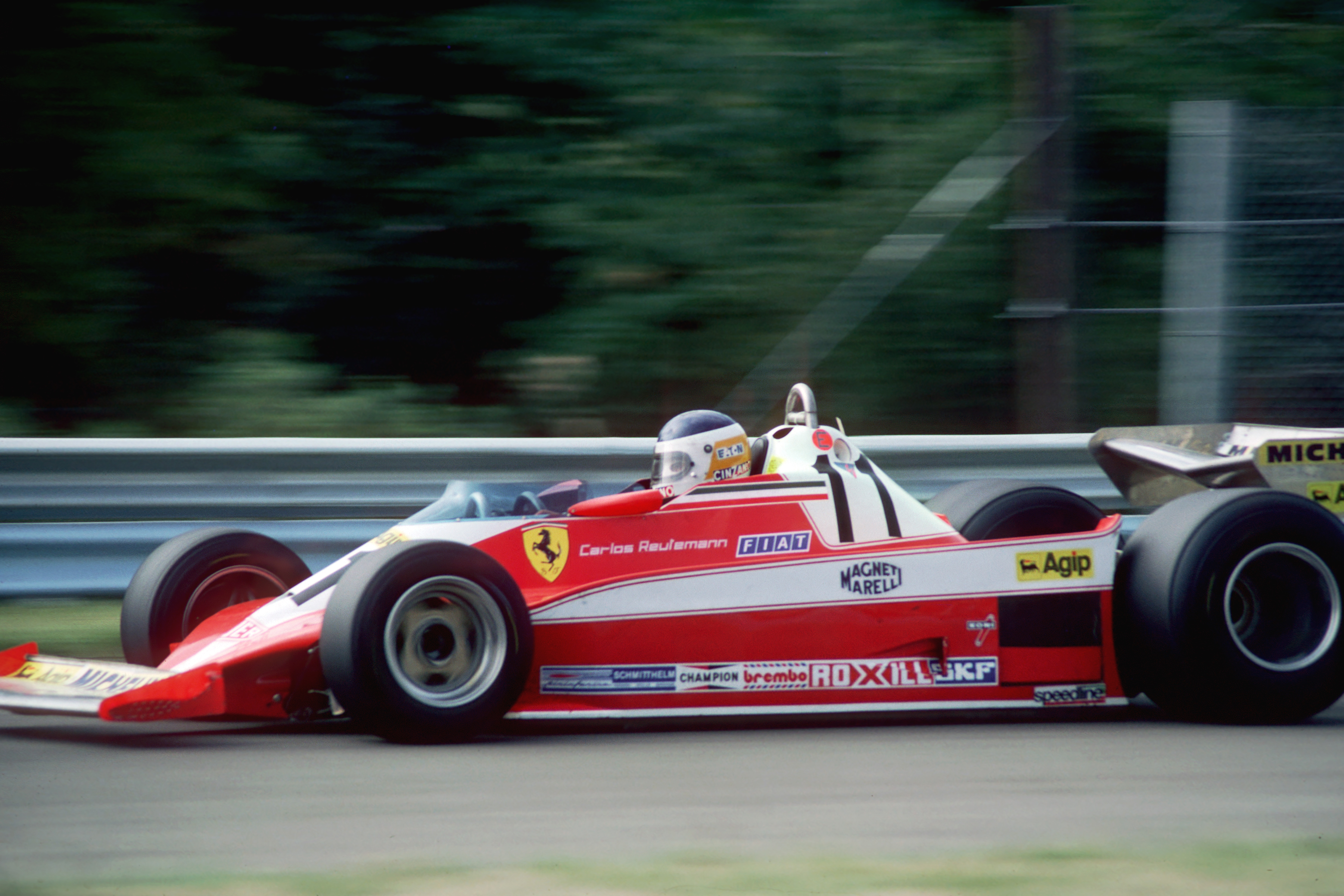
Reutemann manejando para Ferrari en 1978.

Carlos Reutemann es el ganador argentino más reciente de un Gran Premio, en Bélgica 1981. Logró cuatro victorias para Ferrari en 1978 y finalmente terminó tercero en el campeonato, posición que ya había alcanzado en 1975, con Brabham. 1981 fue su última temporada a tiempo completo y «Lole», conduciendo para Williams, terminó subcampeón en el Campeonato de Pilotos. Al año siguiente comenzó con un segundo lugar en el Gran Premio de Sudáfrica, pero solo duraría una carrera más antes de dejar Williams y abandonar el deporte en medio de especulaciones de disensión entre él y el equipo. En la votación de Autosport, Reutemann se colocó en el puesto 34 en la lista de los mejores pilotos de F1 de la historia. Es uno de los pocos corredores que se clasificaron en la pole position en su carrera debut, triunfando en 12 Grandes Premios puntables y también tiene la mayor cantidad de terceros puestos que cualquier otro piloto. Reutemann luego pasó a tener una carrera en la política, siendo gobernador de su provincia natal, Santa Fe.
Gastón Mazzacane fue el primer piloto argentino en competir en la «máxima categoría» durante este siglo. En 2000 con Minardi, y las primeras cuatro carreras de 2001 con Prost. 23 años más tarde, se confirmó la incorporación de Franco Colapinto para disputar las nueve carreras restantes de la temporada 2024 con Williams.
Los siguientes pilotos comenzaron al menos diez carreras:
- Onofre Marimón
- Carlos Menditéguy
- Roberto Mieres
- Esteban Tuero
- Ricardo Zunino

## Estadísticas
| Piloto                    | Años activo          | Títulos | Victorias | Podios | Pole positions | Vueltas rápidas | Puntos | Carreras | Comenzadas |
| ------------------------- | -------------------- | ------- | --------- | ------ | -------------- | --------------- | ------ | -------- | ---------- |
| Juan Manuel Fangio        | 1950-1951, 1953-1958 | 5       | 24        | 35     | 29             | 23              | 277.64 | 52       | 51         |
| Carlos Reutemann          | 1972-1982            | 0       | 12        | 45     | 6              | 6               | 310    | 146      | 146        |
| José Froilán González     | 1950-1957, 1960      | 0       | 2         | 15     | 3              | 6               | 77.64  | 26       | 26         |
| Onofre Marimón            | 1951, 1953-1954      | 0       | 0         | 2      | 0              | 1               | 8.14   | 12       | 11         |
| Carlos Menditéguy         | 1953-1958, 1960      | 0       | 0         | 1      | 0              | 0               | 9      | 11       | 10         |
| Roberto Mieres            | 1953-1955            | 0       | 0         | 0      | 0              | 1               | 13     | 17       | 17         |
| Franco Colapinto          | 2024-2025            | 0       | 0         | 0      | 0              | 0               | 5      | 15       | 15         |
| Oscar Alfredo Gálvez      | 1953                 | 0       | 0         | 0      | 0              | 0               | 2      | 1        | 1          |
| Gastón Mazzacane          | 2000-2001            | 0       | 0         | 0      | 0              | 0               | 0      | 21       | 21         |
| Oscar Larrauri            | 1988-1989            | 0       | 0         | 0      | 0              | 0               | 0      | 21       | 8          |
| Esteban Tuero             | 1998                 | 0       | 0         | 0      | 0              | 0               | 0      | 16       | 16         |
| Ricardo Zunino            | 1979-1981            | 0       | 0         | 0      | 0              | 0               | 0      | 11       | 10         |
| Clemar Bucci              | 1954-1955            | 0       | 0         | 0      | 0              | 0               | 0      | 5        | 5          |
| Norberto Fontana          | 1997                 | 0       | 0         | 0      | 0              | 0               | 0      | 4        | 4          |
| Miguel Ángel Guerra       | 1981                 | 0       | 0         | 0      | 0              | 0               | 0      | 4        | 1          |
| Pablo Birger              | 1953, 1955           | 0       | 0         | 0      | 0              | 0               | 0      | 2        | 2          |
| Jorge Daponte             | 1954                 | 0       | 0         | 0      | 0              | 0               | 0      | 2        | 2          |
| Nasif Estéfano            | 1960, 1962           | 0       | 0         | 0      | 0              | 0               | 0      | 2        | 1          |
| Alejandro De Tomaso       | 1957, 1959           | 0       | 0         | 0      | 0              | 0               | 0      | 2        | 2          |
| Roberto Bonomi            | 1960                 | 0       | 0         | 0      | 0              | 0               | 0      | 1        | 1          |
| Jesús Iglesias            | 1955                 | 0       | 0         | 0      | 0              | 0               | 0      | 1        | 1          |
| Alberto Rodríguez Larreta | 1960                 | 0       | 0         | 0      | 0              | 0               | 0      | 1        | 1          |
| Adolfo Schwelm-Cruz       | 1953                 | 0       | 0         | 0      | 0              | 0               | 0      | 1        | 1          |
| Juan Manuel Bordeu        | 1961                 | 0       | 0         | 0      | 0              | 0               | 0      | 1        | 0          |
| Alberto Crespo            | 1952                 | 0       | 0         | 0      | 0              | 0               | 0      | 1        | 0          |
| Alfredo Pián              | 1950                 | 0       | 0         | 0      | 0              | 0               | 0      | 1        | 0          |
| Fuente:                   |                      |         |           |        |                |                 |        |          |            |